# Yolande Fox

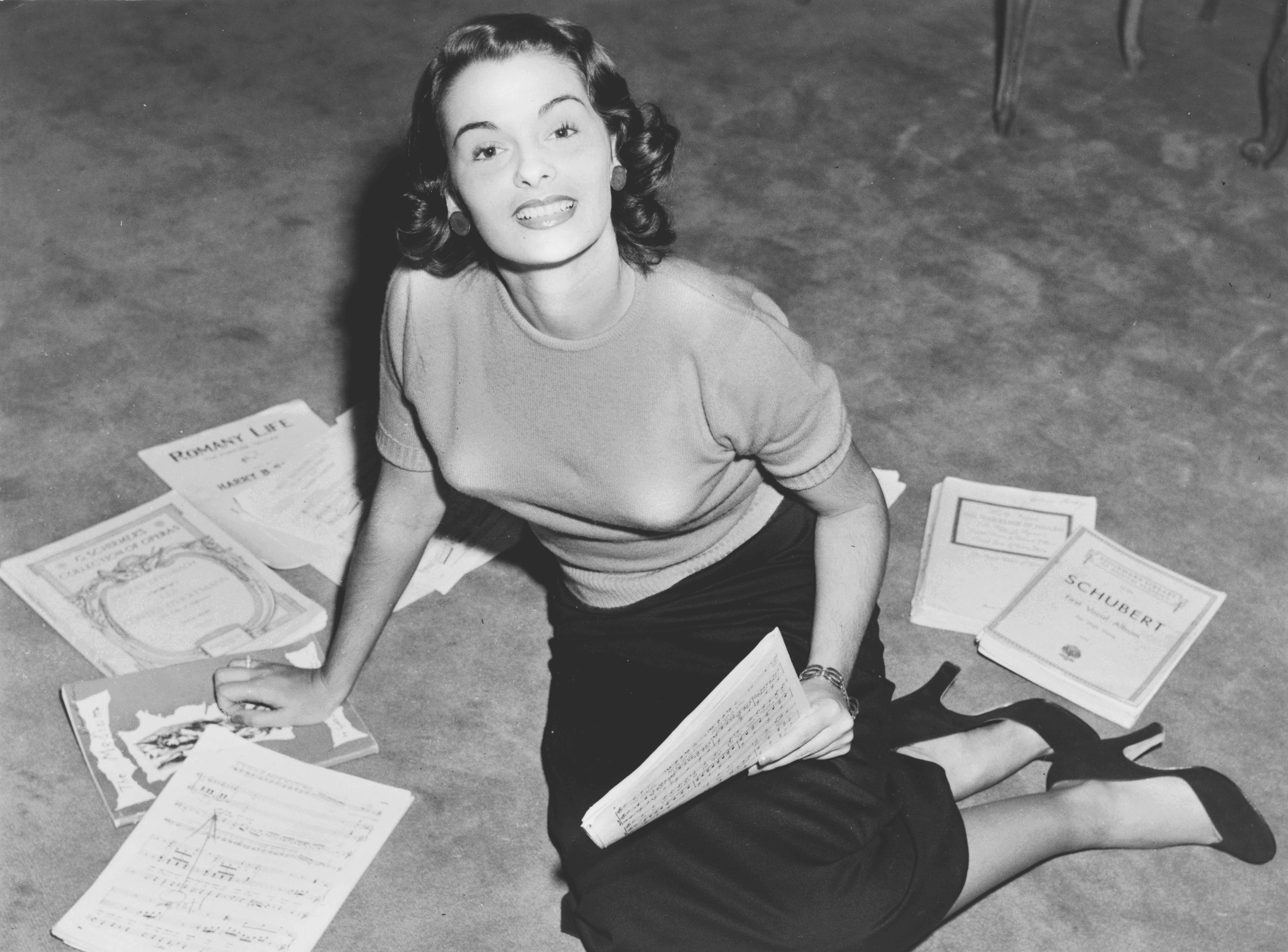
Yolande Fox (1950)

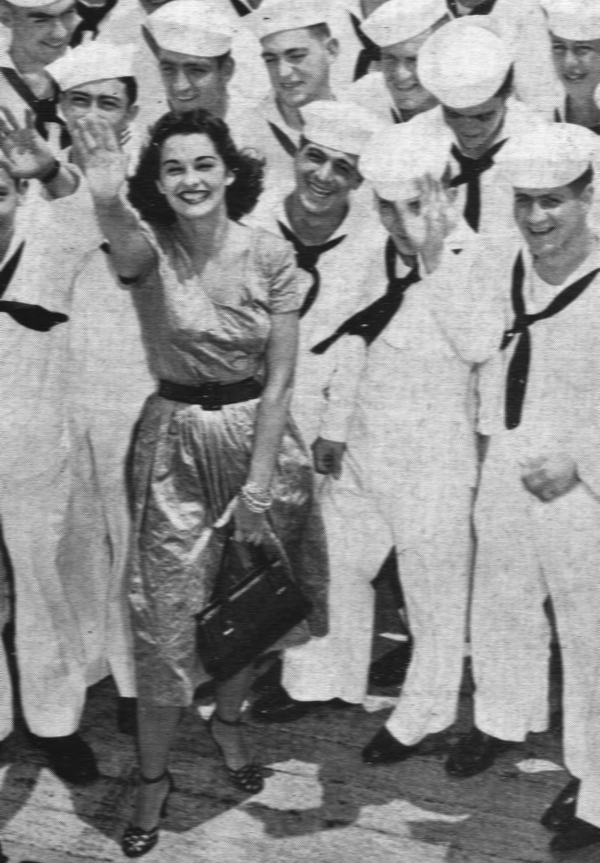
Yolande Fox als Miss America auf der Monterey (1951)

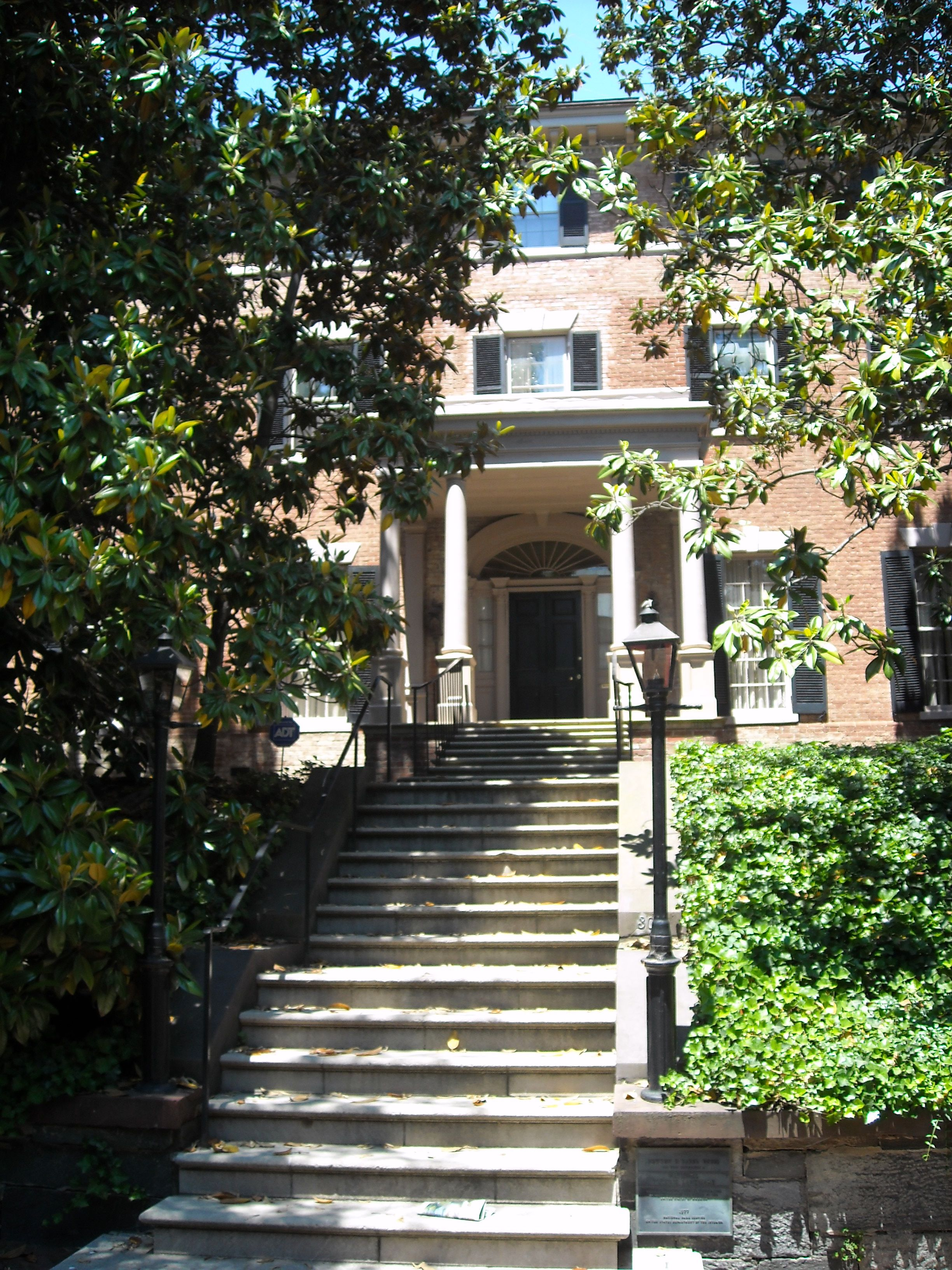
Newton D. Baker House in Washington, D.C. (2008)

Yolande Margaret Betbeze Fox (* 28. November 1928 in Mobile, Alabama; † 22. Februar 2016 in Washington, D.C.) war eine US-amerikanische Sängerin, Fotomodell und Frauenrechtsaktivistin. Sie wurde 1951 zur Miss America gekrönt.

## Karriere
Betbeze war die Tochter des Metzgers William und dessen Frau Ethel Betbeze. Sie wuchs in einer katholischen Familie französisch-baskischer Abstammung auf und besuchte Klosterschulen.
Ihre erste Krone errang sie 1949, als sie in Mobile den lokalen „Miss Torch“-Wettbewerb gewann. 1950 meldete sich Fox (damals Betbeze) für die Wahl zur Miss Alabama an. Als Miss Alabama reiste sie nach Atlantic City, New Jersey, um an der Wahl zur Miss America 1951 teilzunehmen. Nach ihrer Erziehung in Klosterschulen zögerte sie, in einem Badeanzug zu posieren, und weigerte sich, dies zu tun, nachdem sie den Miss-America-Wettbewerb gewonnen hatte. Dieser Umstand veranlasste die Bademodenfirma Catalina dazu, ihr Sponsoring des Miss-America-Wettbewerbs zurückzuziehen. Letztlich führte das zur Gründung des konkurrierenden Miss-USA-Wettbewerbs.
Fox’ Miss-America-Titel, obwohl er 1950 gewonnen wurde, war für 1951 und ist der erste Miss-America-Titel, der auf diese Weise nachdatiert wurde. Aufgrund der Änderung gab es 1950 keine Miss America. Die Miss-America-Organisation hatte behauptet, dass Betbezes Haltung ausschlaggebend dafür war, das Augenmerk der Veranstaltung auf die Anerkennung von Intellekt, Werten und Führungsqualitäten zu lenken, anstatt sich nur auf Schönheit zu fokussieren.
Fox war in der feministischen Bewegung aktiv. Nach ihrer einjährigen Amtszeit als Miss America war sie in der NAACP, im CORE (Congress of Racial Equality) und SANE (The Committee for a SANE Nuclear Policy) tätig. Sie studierte Philosophie an der New School for Social Research in New York City.
Yolande Fox war Opernsängerin und hatte sich in diesem Bereich einen Namen gemacht. Sie trat mit der Mobile Opera Guild (heute Mobile Opera) auf und half bei der Gründung eines Off-Broadway-Theaters.

## Privatleben
Yolande Betbeze heiratete 1954 den Filmmagnaten Matthew M. Fox, den ehemaligen Präsidenten von Universal Pictures. Das Paar hatte eine Tochter, Yolande „Dolly“ Fox Campbell. Ihr Mann starb nach zehn Jahren Ehe. Nach seinem Tod im Jahr 1964 zog Fox nach Georgetown, Washington, D.C., und kaufte das Newton D. Baker House von Michael Whitney Straight und seiner damaligen Frau Nina Gore Auchincloss. Das Haus war zuvor die Residenz von Jacqueline Kennedy nach dem Attentat auf John F. Kennedy im Jahr 1963 gewesen.
Fox ging später eine Beziehung mit dem Geschäftsmann und Diplomaten Cherif Guellal ein. Gemeinsam zogen sie bis zu dessen Tod im Jahr 2009 ihr Enkelkind Yolande Paris Campbell groß.
In den frühen 1990er Jahren wurde Yolande Fox von dem Schriftsteller Philip Roth kontaktiert, der für seinen Roman Amerikanisches Idyll (American Pastoral) über den Schönheitswettbewerb Miss America recherchierte. Roth studierte Fox’ Sammelalben und interviewte sie über die Kultur rund um den Festzug in den späten 1940er Jahren. Das Buch erschien 1997.
Fox starb am 22. Februar 2016 im Alter von 87 Jahren in Washington, D.C. an Lungenkrebs. Sie hinterließ eine Tochter und Enkelin.